# 张桂芳 (政治人物)
张桂芳（1952年8月—），广东从化人，曾任广州市人大常委会主任。大专学历（华南农业大学干部专修科大专班），农艺师、经济师。

## 简历
1972年7月参加工作。1973年7月加入中国共产党。
2002年12月后，任中共广州市委副书记、市委政法委书记、广州市副市长。
2003年3月后，任中共广州市委副书记、市委政法委书记。
2010年4月后，任广州市人大常委会主任、党组书记。
2016年1月后，不再担任广州市人大常委会主任。